# Simchat Bejt ha-Szoewa
Simachat Bejt ha-Szoewa (hebr. radość czerpania wody, znane także w formie Simchat bet ha-Szoewa) – rytuał żydowski sprawowany w pierwszy dzień Sukot, w okresie istnienia Świątyni Jerozolimskiej. Polegał na wylaniu na ołtarz wody przyniesionej wcześniej ze źródła, co miało zapewniać obfity deszcz. Ceremonii towarzyszyły śpiewy i tańce, tak że Talmud daje ją za przykład najwyższej radość.